# James T. Lewis

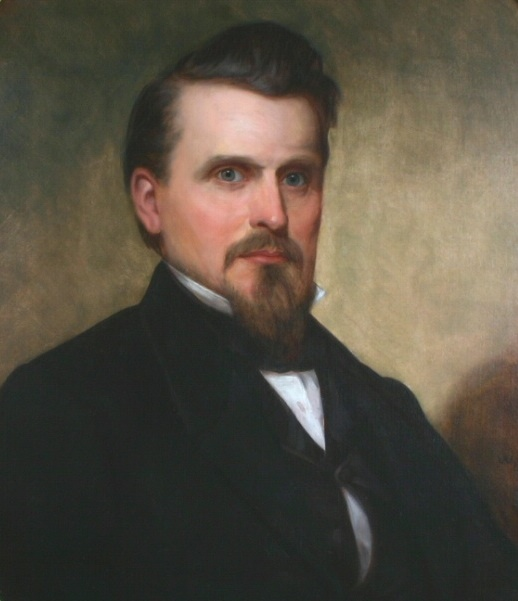
James T. Lewis

James Taylor Lewis, född 30 oktober 1819 i Clarendon, New York, död 4 augusti 1904, var en amerikansk politiker. Han var den nionde guvernören i Wisconsin 1864-1866.
Lewis studerade juridik och flyttade till Wisconsinterritoriet. Han inledde 1845 sin karriär som advokat i Columbus. Lewis gick med i demokraterna och han var 1852 ledamot av Wisconsin State Assembly, underhuset i delstatens lagstiftande församling. Följande år var han ledamot av delstatens senat och därefter viceguvernör i Wisconsin 1854-1856.
Lewis bytte sedan parti till republikanerna. Han var delstatens statssekreterare (Wisconsin Secretary of State) 1862-1864. Han efterträdde 1864 Edward Salomon som guvernör. Lewis bestämde sig för att inte kandidera till en andra mandatperiod som guvernör och återvände till arbetet som advokat i Columbus, Wisconsin.